# 孔桂甫
孔桂甫（5世纪？—445年），鲁国人，孔子后裔，代次不详，孔熙先之子。
刘宋元嘉二十二年（445年），孔熙先与范晔等人谋划立刘义康为帝，被徐湛之告发。范晔和其子范蔼、范遥、范叔蒌，孔熙先和其弟孔休先、孔景先、孔思先、孔熙先的儿子孔桂甫、孔桂甫的儿子孔白民，谢综和其弟谢约、仲承祖、许耀以及其他和本案相关的人都被处决。